# Palau Ferro Fini
El Palau Ferro Fini és un palau de Venècia situat al barri de San Marco, amb vistes al Gran Canal al costat del Rio dell'Alboro. Gairebé davant, a l'altra riba del Gran Canal, hi ha la Basílica de Santa Maria della Salute. És la seu del Consell Regional del Vèneto.

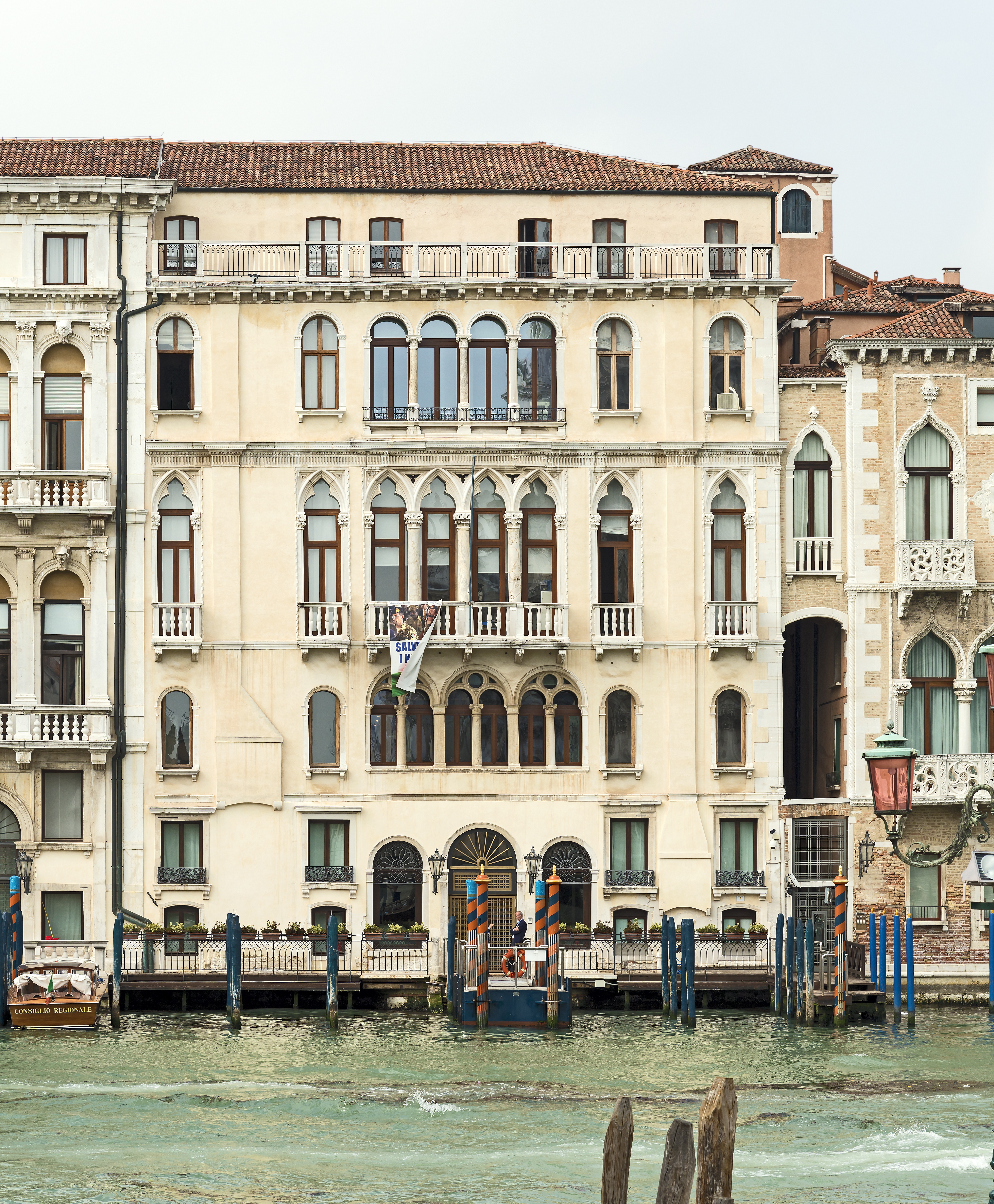
Palau Manolesso Ferro, façana

Està format per la unió de dos edificis diferents: el Palau Flangini Fini, que és més gran, i el Palau Manolesso Ferro. Viatjant pel Gran Canal en direcció a la Conca de Sant Marc, es troba a l'esquerra, després del Palau Pisani Gritti i abans del Palau Contarini Fasan.

## Història
El Palau Flangini Fini estava dividit en dos edificis (un de més gran pertanyent a la família Contarini i l'altre a la família Da Ponte), abans que el 1638 l'advocat grec Tommaso Flangini els comprés tots dos i en confiés la reconstrucció a Pietro Bettinelli. Passades per testament a la comunitat grega de Venècia, van ser comprats el 1662 per un altre advocat grec, Girolamo Fini, que va encarregar a Alessandro Tremignon que estandarditzés la façana i completés els interiors.
El Palau Manolesso Ferro, adquirit a finals del segle XIV pel dux Michele Morosini, va passar a la família Ferro cap al 1740 i d'aquesta per herència a la família Manolesso. A la dècada de 1860 es va convertir en l'Hotel New York.
Unes dècades més tard, els Ivancich, armadors, van comprar tots dos edificis, unint-los en un Gran Hotel que va gaudir de gran prestigi fins a la Segona Guerra Mundial. El 1972 va passar a ser propietat de la Regió del Vèneto, que va iniciar la seva llarga i acurada restauració.

## Descripció
El Palau Flangini Fini presenta una façana asimètrica d'un classicisme majestuós, amb finestres polífores i monófores amb arcs de mig punt i claus de volta a les dues plantes principals i portals d'aigua similars. També cal destacar les fileres i la línia de ràfecs.
La façana del Palau Manolesso Ferro, el més antic, combina diferents estils: l'entresol presenta una finestra trifora d'estil renaixentista; el primer pis presenta finestres gòtiques amb arcs trilobulats, mentre que el segon pis presenta referències clàssiques als arcs de mig punt.
Els treballs de restauració duts a terme per la Regió del Vèneto tenien com a objectiu, d'una banda, restaurar la distribució original de l'edifici, que havia estat alterada al llarg dels segles per diversos usos (per exemple, l'atri a la planta baixa, el porxo a la planta principal i els patis); de l'altra, adaptar el complex a la seva nova funció com a seu institucional.
Els interiors de l'edifici estan embellits amb frescos, estucs i vidre de Murano. El sostre del despatx del president del Consell Regional presenta un fresc mitològic de Pietro Liberi.